# Nederland op het Eurovisiesongfestival 2004
Nederland nam deel aan het Eurovisiesongfestival 2004 in Istanboel, Turkije. Het was de 45e deelname van Nederland aan het Eurovisiesongfestival. De NOS was verantwoordelijk voor de Nederlandse bijdrage.

## Nationaal Songfestival
Het Nationaal Songfestival van 2004 kende vier voorrondes, waaraan telkens zes artiesten deelnamen. De uitslagen werden bepaald door een vakjury en televoting. De twee artiesten met de hoogste scores gingen direct door naar de finale, terwijl enkele overgebleven deelnemers zich plaatsten voor een herkansingsronde. In totaal deden tien artiesten mee aan de finale, die gehouden werd op 22 februari 2004. Zowel de voorrondes als de finale werden gehouden in Pepsi Stage in Amsterdam en gepresenteerd door Nance en Humberto Tan.
Het lied Without you van Re-union won met 108 punten het Nationaal Songfestival en werd zodoende de Nederlandse inzending voor het Eurovisiesongfestival.

## In Istanboel
In 2004 werd op het Eurovisiesongfestival de halve finale ingevoerd, waar ook Nederland aan moest deelnemen. Re-union was hierin als 22ste en laatste aan de beurt, na Bosnië en Herzegovina. Met uitzondering van Albanië en Zweden gaven alle landen punten aan de Nederlandse inzending. Van België en Ierland ontving Nederland het maximumaantal van 12 punten. Met een totaalscore van 146 punten behaalde Re-union in de halve finale de zesde plek, waarmee het duo zich kwalificeerde voor de finale, drie dagen later.
Tijdens de finale trad Re-union als zevende op, na Malta en voor Duitsland. Bij de puntentelling kreeg Nederland slechts elf punten: zes van België, drie van Estland en twee van Malta. Dit was een opvallend groot verschil met de hoge score die Nederland in de halve finale had behaald. Re-union strandde op de twintigste plaats.

### Gekregen punten

#### Halve finale
| 12 punten                                            | 10 punten                          | 8 punten                                                                  | 7 punten                                                                       | 6 punten                 |
| ---------------------------------------------------- | ---------------------------------- | ------------------------------------------------------------------------- | ------------------------------------------------------------------------------ | ------------------------ |
| - België - Ierland                                   |                                    | - Denemarken - Estland - Monaco                                           | - Andorra - Israël - Malta                                                     | - Griekenland - Portugal |
| 5 punten                                             | 4 punten                           | 3 punten                                                                  | 2 punten                                                                       | 1 punt                   |
| - Cyprus - IJsland - Litouwen - Spanje - Wit-Rusland | - Kroatië - Oekraïne - Zwitserland | - Finland - Noord-Macedonië - Oostenrijk - Roemenië - Verenigd Koninkrijk | - Bosnië en Herzegovina - Duitsland - Letland - Noorwegen - Slovenië - Turkije | - Servië en Montenegro   |

#### Finale
| 12 punten | 10 punten | 8 punten  | 7 punten | 6 punten |
| --------- | --------- | --------- | -------- | -------- |
|           |           |           |          | - België |
| 5 punten  | 4 punten  | 3 punten  | 2 punten | 1 punt   |
|           |           | - Estland | - Malta  |          |

### Punten gegeven door Nederland
Punten gegeven in de halve finale:
| 12 punten | Servië en Montenegro  |
| 10 punten | Cyprus                |
| 8 punten  | Bosnië en Herzegovina |
| 7 punten  | Oekraïne              |
| 6 punten  | Griekenland           |
| 5 punten  | Albanië               |
| 4 punten  | Kroatië               |
| 3 punten  | Malta                 |
| 2 punten  | Israël                |
| 1 punt    | Noord-Macedonië       |

Punten gegeven in de finale:
| 12 punten | Turkije               |
| 10 punten | Servië en Montenegro  |
| 8 punten  | Cyprus                |
| 7 punten  | Oekraïne              |
| 6 punten  | Griekenland           |
| 5 punten  | België                |
| 4 punten  | Spanje                |
| 3 punten  | Duitsland             |
| 2 punten  | Bosnië en Herzegovina |
| 1 punt    | Albanië               |

1956 · 1957 · 1958 · 1959 · 1960 · 1961 · 1962 · 1963 · 1964 · 1965 · 1966 · 1967 · 1968 · 1969 · 1970 · 1971 · 1972 · 1973 · 1974 · 1975 · 1976 · 1977 · 1978 · 1979 · 1980 · 1981 · 1982 · 1983 · 1984 · 1985 · 1986 · 1987 · 1988 · 1989 · 1990 · 1991 · 1992 · 1993 · 1994 · 1995 · 1996 · 1997 · 1998 · 1999 · 2000 · 2001 · 2002 · 2003 · 2004 · 2005 · 2006 · 2007 · 2008 · 2009 · 2010 · 2011 · 2012 · 2013 · 2014 · 2015 · 2016 · 2017 · 2018 · 2019 · 2020 · 2021 · 2022 · 2023 · 2024 · 2025